# Chemin de fer Circum-Baïkal
Le Circum-Baïkal, ou Circabaïkalien (en russe : Кругобайка́льская желе́зная доро́га, КБЖД) est une voie ferrée située en Russie, dans l'oblast d'Irkoutsk. Elle longe les côtes méridionales du lac Baïkal et relie le village de Port Baïkal à la ville de Slioudianka. Le Circum-Baïkal a longtemps été un élément principal du Transsibérien, permettant de contourner le lac par le sud. Ses paysages pittoresques et la vue sur le lac Baïkal en font un train très prisé des touristes.

## Histoire

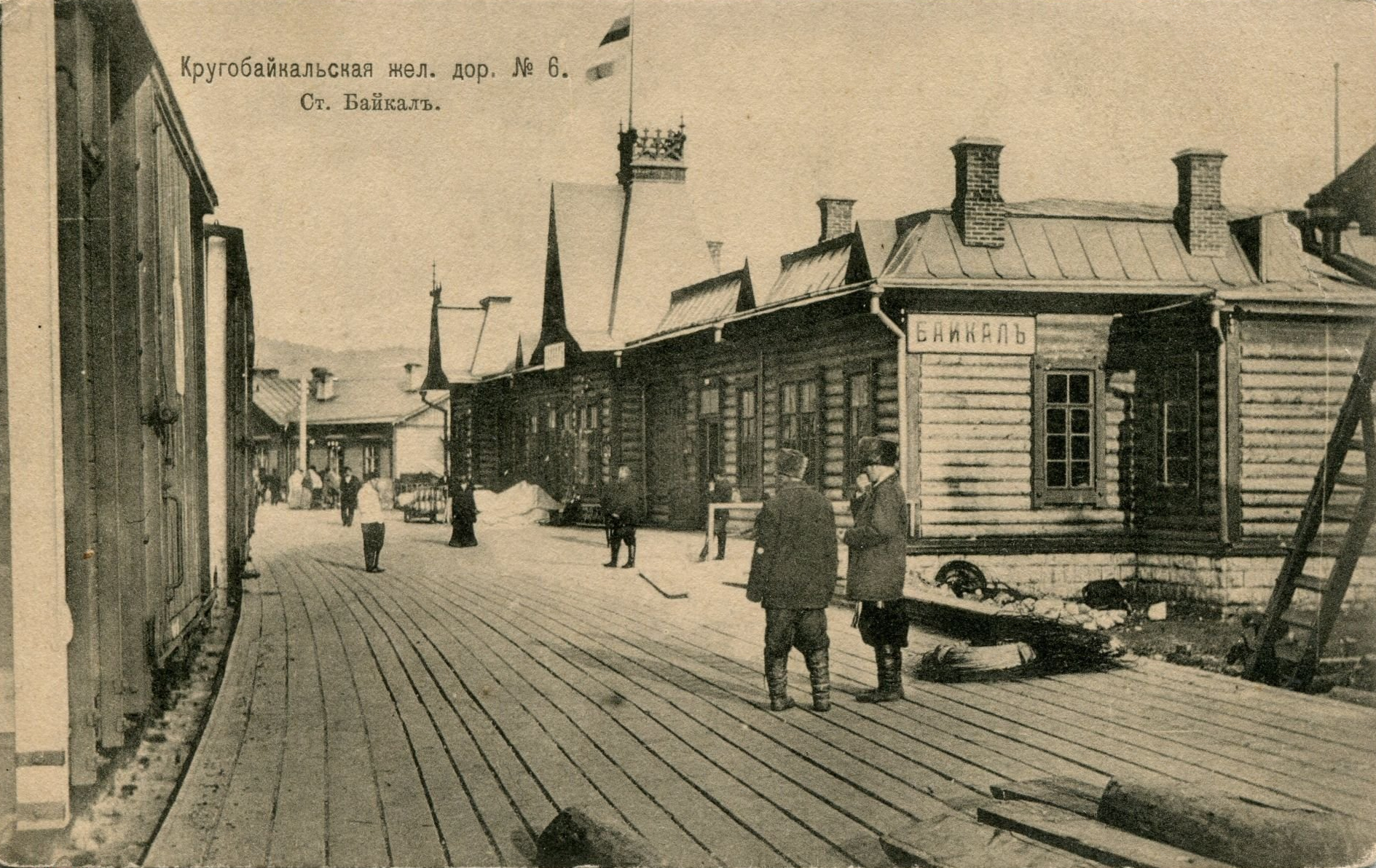
Gare du Baïkal au début du XXe siècle

Le nom Circum-Baïkal (КБЖД) a longtemps désigné le tronçon du Transsibérien qui contourne le lac Baïkal sur 260 kilomètres et relie la ville d'Irkoutsk à la gare Myssovaïa (Babouchkine). Désormais, ce nom n'est plus utilisé que pour parler de la ligne qui rattache Port Baïkal à la gare Slioudianka II.

### Construction
Le Circum-Baïkal a été construit entre 1899 et 1904, et le premier train à y avoir circulé a été un convoi militaire, le 26 septembre 1905. La construction de ce tronçon a été lancée à la suite de l'oukase de l'empereur Alexandre III du 17 mars 1891. Le chantier, qui fut le plus difficile de tout le Transsibérien, a connu d'énormes difficultés, ce qui a retardé la mise en service de la totalité de la ligne. L'inauguration du Transsibérien sur la voie Circum-Baïkal a eu lieu le 30 septembre 1904, et la mise en circulation des trains, le 15 octobre 1905.
Ce tronçon permet de surmonter l'obstacle majeur à la mise en place d'une ligne ferroviaire directe entre Moscou et Vladivostok : le lac Baïkal et ses 636 km de longueur. C'est un monument unique de génie civil et d'architecture. Sa construction a en effet nécessité l'édification de 582 ouvrages de génie civil, dont 39 tunnels et plus de 248 ponts et viaducs. Environ 14 km de murs ont été bâtis pour pouvoir soutenir le train. Cent hectares de forêt ont été déboisés et des dizaines de milliers de mètres cubes de roches ont dû être arrachées pour permettre le passage du train. Alors que le prix moyen au kilomètre s'élevait à 72 000 roubles pour la construction du reste du Transsibérien, cette partie de la ligne de chemin de fer a coûté en moyenne 197 000 roubles au kilomètre. Cette voie est surnommée la boucle d'or du Transsibérien, parce qu'elle relie deux autres tronçons situés de part et d'autre du lac, mais également parce que chaque kilomètre a engendré des dépenses colossales pour l'Empire russe.  

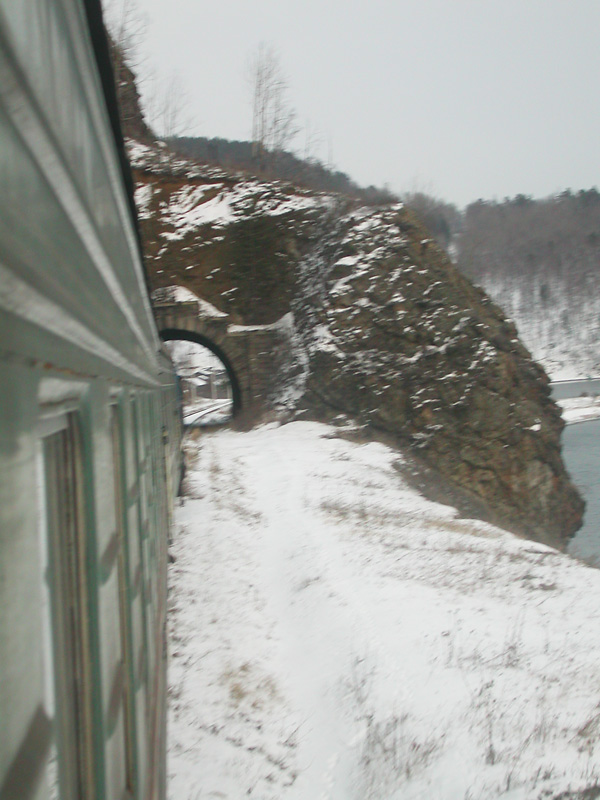
Tunnel sur le Circum-Baïkal.

Le début de la guerre russo-japonaise en 1904 a provoqué une accélération dans la construction du chemin de fer. De 1901 à 1902, environ 9 000 personnes étaient employées sur le chantier tandis qu'entre 1903 et 1904 près de 13 500 ouvriers y ont travaillé. 
À l'origine, seulement une voie avait été construite et entre 1911 et 1914 la construction d'une seconde voie a été lancée. Cela a permis d'augmenter la circulation quotidienne, la capacité du Circum-Baïkal étant passé à 48 paires de trains par jour. C'est à ce moment de la construction qu'un nouveau matériau, le béton armé, a été introduit pour l'élaboration des ponts et autres structures. Dans le cadre de ces travaux une plus grande attention a été portée à la construction de gares et de villes : dix arrêts ont été créés sur la seule section qui relie Port Baïkal et Slioudianka.[réf. nécessaire]

### Déclin
Entre 1947 et 1949 une voie ferrée électrifiée allant de Irkoutsk à Slioudianka en passant par le village de Bolchoï Loug a été aménagée. Puisque cette voie était considérablement plus courte que la ligne du Circum-Baïkal, l'itinéraire principal du Transsibérien a été transféré sur ce nouveau tronçon.
Après la construction du barrage de la centrale hydroélectrique d’Irkoutsk, qui a eu lieu entre 1950 et 1956, une partie de la voie ferrée le long de l'Angara a été inondée. Les autorités ont donc décidé d'utiliser uniquement la nouvelle portion électrifiée située un peu plus loin du lac car il aurait été trop coûteux d'avoir à reconstruire la partie submergée. C'est le 30 juin 1956 que le dernier train a circulé sur la voie Circabaïkalienne, et le 1er juillet de cette même année, la circulation a été complètement arrêtée. À la fin des années 1970, cette partie du Transsibérien a reçu le statut de monument architectural et historique et a été placée sous la protection de l’État russe.

## État actuel
Désormais, la ligne du Circum-Baïkal n'est plus reliée au reste des voies ferrées de la région et forme une sorte d'impasse. Elle n'est utilisée qu'à des fins touristiques ou bien sert de moyen de transport aux résidents locaux. Le train ne circule qu'à une vitesse limitée, autour de 25 km/h, notamment pour pouvoir permettre un arrêt rapide en cas d'éboulement sur la voie. Ce train fait montre d'une popularité grandissante. Entre mai et octobre 2016, 40 100 touristes ont pris le Circum-Baïkal, soit 40 % de plus par rapport à la même période de l'année 2015. 

## Stations
| Kilomètre | Localisation                                        |
| --------- | --------------------------------------------------- |
| 72        | Port Baïkal                                         |
| 74        | Port Baïkal                                         |
| 78        | Centre de tourisme "Clé d'argent"                   |
| 80        | Centre de tourisme "Retro"                          |
| 98        | Centre de tourisme "Khvoïnaïa"                      |
| 102       | Choumikha (village), centre de tourisme "Choumikha" |
| 106       | village d'Ivanovka                                  |
| 107       | village de Ponomarevka                              |
| 110       | village de Polovinnaïa                              |
| 119       | Maritouï (village)                                  |
| 120       | Maritouï (village)                                  |
| 129       | Balkan (village)                                    |
| 134       | Centre de tourisme "Taejnaïa"                       |
| 137       | Centre de relations commerciales de VSJD            |
| 138       | Centre de tourisme "Charyjalgaï"                    |
| 139       | Charyjalgaï (village)                               |
| 149       | Angasolskaïa (village)                              |
| 154       | Chirokaïa (village)                                 |
| 156       | Koultouk (village)                                  |
| 159       | Koultouk (village)                                  |
| 161       | ville de Slioudianka                                |

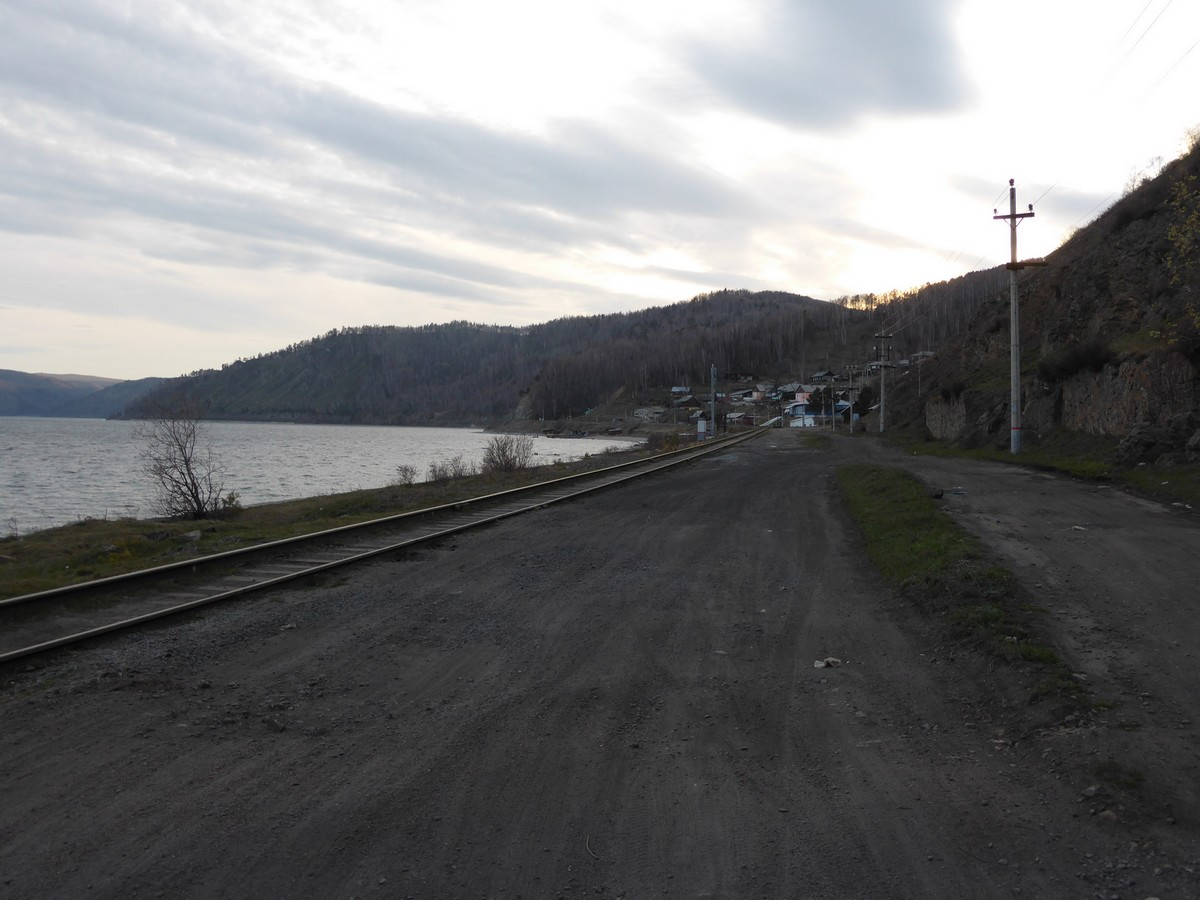
Village de Port Baïkal

Les établissements suivants sont également situés le long du Circum-Baïkal :
- Au kilomètre 80, une base expérimentale de recherche scientifique du Centre de préservation de l'héritage historique et culturel.
- Au kilomètre 106, une base de l'Institut de recherche nucléaire russe.
- Aux kilomètres 119 et 120 (Maritouï) un espace de recherches pour les étudiants de la faculté de biologie et de sol[13] de l'université d'État d'Irkoutsk.